# 줄리 터너
줄리 터너(영어: Julie Turner)은 미합중국의 외교관이다. 
국무부 인턴을 시작으로, 국무부에서 약 20년 동안 근무하였다. 2023년에 조 바이든 행정부에서 북한인권대사로 임명되었다. 2025년부터 트럼프 행정부에서 미국 국무부 민주주의‧인권‧노동국 부차관보와 대북특별부대표를 역임하고 있다.